# فيكتور بابينكو
فيكتور بابينكو (بالروسية: Виктор Бабенко) قائد جوقة غنائية (كورال) روسي ومدرس للموسيقى حصل على وسام الاستحقاق الروسي كرجل ثقافة. وحصل على عدة جوائز في دول مختلفة.

## سيرته الشخصية
درس بابينكو الكورال في البداية في معهد تشايكوفسي لينتقل بعدها إلى المعهد العالي الوطني للموسيقى في العاصمة الروسية موسكو ليتخرج منه كقائد كورال في العام 1973. بدأ عمله بتدريس الموسيقى فور تخرجه حيث عمل مُدرِّسًا في معهد روسيا الموسيقي إضافة إلى عمله في أوبرا كراسنادار كقائد للكورال التابع لها.ثم انتقل للتدريس خارج روسيا حيث درَّس الموسيقى في الكلية الموسيقية العليا في كوبا لمدة أربع سنوات قبل أن ينتقل إلى سورية ليعمل مُدرِّسًا في المعهد العالي للموسيقا في دمشق بدءاً من العام 1992. حيث أسس فيه فرقة كورال الحجرة.